# ハートで歌おう
「ハートで歌おう」（ハートでうたおう、Don't Let the Music Die）は、ベイ・シティ・ローラーズの1977年のアルバム『恋のゲーム』に収録されたポップ・バラードの楽曲。エリック・フォークナーとスチュアート・ウッドが書き、レスリー・マッコーエンのボーカルをフィーチャーしたこの曲は、ゆっくりしたテンポのドラマティックなバラードで、重厚なオーケストラを用いた編曲が施され、メランコリーの感覚が出されている。日本では、英米などでシングルが発売されていた「愛をささやくとき (The Way I Feel Tonight)」をB面に収めて7インチ・シングルがリリースされたが、チャート入りは果たせなかった。

## トラックリスト
1. ハートで歌おう "Don't Let the Music Die" - 5:47
2. 愛をささやくとき "The Way I Feel Tonight" - 3:56

## クレジット
- プロデューサー - ハリー・マスリン（英語版）
- 作詞作曲 - エリック・フォークナー、スチュアート・ウッディ・ウッド